# Bierflasche
Bierflaschen gehören zu den Behältnissen, in die Bier gefüllt wird, um die Flüssigkeit zu portionieren, die Absatzlogistik zu vereinfachen und es vor äußeren Einflüssen zu schützen.

## Gebrauch
Bier wird entweder direkt aus der Flasche getrunken oder zum Trinken in ein Trinkglas gefüllt. Mit Verschlüssen unterschiedlicher Ausprägung wird die Funktion eines Überdruckventils erreicht, da sich der Inhalt durch den CO2-Gehalt unter einem leichten Druck befindet. Manche Varianten des Flaschenverschlusses sind wiederverschließbar. Die Flaschen sind durchscheinend, um sie für die Sauberkeitskontrolle durchleuchten zu können. Zur Inhaltskennzeichnung werden sie mit Etiketten gestaltet. Für Bügelverschlüsse werden spezielle Halsetiketten genutzt, um damit ein vorzeitiges Öffnen zu kennzeichnen. Oft sind Bierflaschen auf der Zylinderoberfläche mit Stoßrippen versehen, um beim gegenseitigen Aneinanderreiben die Gefahr eines Bruchs zu mindern. Der Flaschenboden ist nach innen gewölbt und weist mittig eine Volumenangabe auf. Er kann zudem Stehnoppen oder -stege aufweisen oder rundum Noppen als Produktionscode besitzen.

## Geschichte
Zu Beginn des 20. Jahrhunderts wurde aufgrund geänderter Konsumgewohnheiten der bis dahin übliche Fassbier-Vertrieb nach und nach durch die Flaschenvermarktung abgelöst. Mit der Einführung des Pfands auf Einweggetränkebehälter Anfang 2003 drängte die Bierflasche als Mehrwegflasche in Deutschland den Anteil der Bierdosen am Konsumvolumen wieder zurück. Die „Sixpacks“ (also sechs 0,33-l-Flaschen mit Kartonumverpackung) sind in Deutschland meist mit Mehrwegflaschen gefüllt und nicht mehr als Einweggebinde im Handel.
Seit 1960 hatte die Mehrweg-Bierflasche für 0,5 Liter in Österreich drei verschiedene Formen:
- Mit besonders lange ausgebildetem Hals, der konkav konturiert war, überwiegend in grünem Glas, mit erhabenem Signet auf einer Seite des Halses, schon in dieser Zeit kommt der Wechsel von Holz- zu Kunststoffkisten (seltener als „Steigen“ bezeichnet, in Österreich jedoch nie als (deutsch-deutsch:) „Kasten“).
- Euro-Flasche mit kurzem Hals, braun.
- NRW-Bierflasche mit wieder etwas längerem Hals, braun. Kisten für 20 Flaschen haben Fächer im 4x5-Raster und 30 × 40 cm Außenmaß der Grundfläche. Im 4x2-Raster passen acht Kästen auf eine Ebene einer Europalette. Es gibt Bierkisten mit vom Grund aufstehenden kleinen Zackensternen, die 0,5-L-Flaschen samt Sechsertragerl-Karton aufnehmen – drei Tragerl plus zwei lose Flaschen, in Summe 20 Stück im üblichen 4x5-er Raster.

## Material, Verschluss und Ausstattung

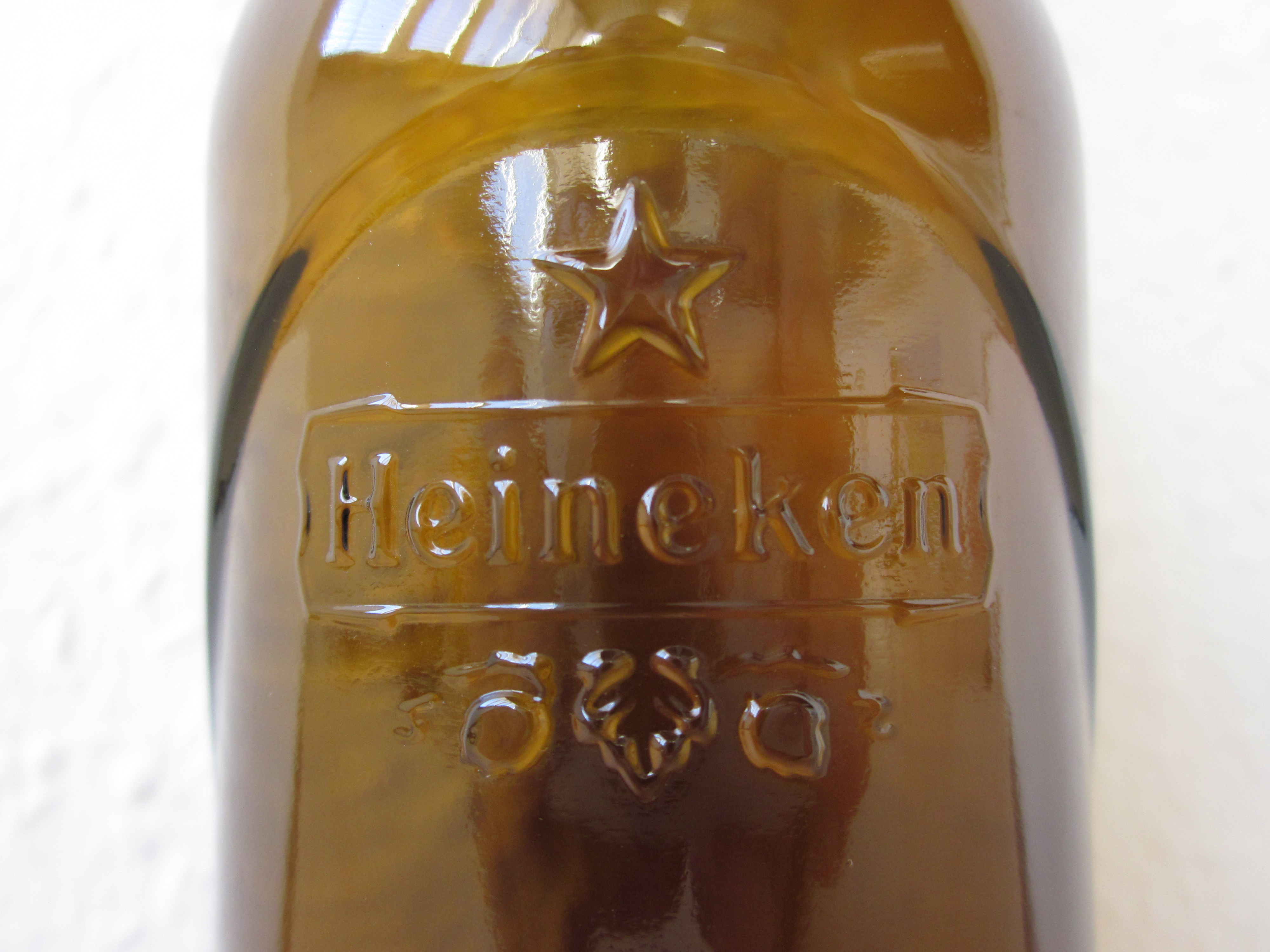
Deutlich sichtbares Embossing auf einer Bierflasche

Bierflaschen werden zum Großteil aus Glas hergestellt, insbesondere in Österreich dominiert die Mehrwegflasche mit 0,5 L Inhalt in etwa 3 Ausformungen.
Glasflaschen werden überwiegend mit Kronkorken verschlossen, der nach einem Öffner verlangt.
Seltener sind spezielle Flaschen mit perfekt wiederverschließbarem Bügelverschluss (verwendet seit vor 1892 bei händischem Verschließen bei der Abfüllung), zumeist gegen höheres Pfand (österr.: Einsatz).
Sehr selten sind Kronkorken mit Gewinde auf 0,33-L-Flaschen; diese lassen sich leicht von Hand aufschrauben; ein Wiederverschließen dichtet nicht zuverlässig.
0,33-L-Flaschen sind in Österreich fast durchwegs ohne Pfand und Einweg.
Einwegflaschen können dünnwandiger und leichter sein.
Seit Anfang der 2000er Jahre stieg jedoch der Anteil der Kunststoffflaschen.
Bierflaschen aus Alu haben meist 0,33 Liter Inhalt und können mit Kronkorken oder Zipp-Off, einem dünneren Blechdeckel mit (Ring-)Lasche zum Ausreißer verschlossen werden.
Mit dem Aufkommen der Kronkorken konnte maschinell verschlossen werden. Schraubverschlüsse werden überwiegend für Bier-Kunststoffflaschen verwendet, seltener für Glasflaschen. Bierflaschen werden meist mit Pfand angeboten. Neben Mehrwegflaschen sind Einwegflaschen im Handel. Dabei gibt es für Bier Einwegflaschen mit einem durch Gewinde am Flaschenhals schraubbaren Kronkorken.
Laut einer Studie der Unternehmensberatung Deloitte sind in Deutschland mehr als 120 verschiedene Flaschentypen im Umlauf.
Teilweise sind Flaschen mit Embossings versehen, solche vorzugsweise aus dem gehobenen Preissegment sollen hochwertiger wirken. Zudem verleihen sie der Flasche eine Identifizierung mit der Brauerei. Häufig werden Etiketten zentriert zu diesen Embossings auf den Flaschen platziert, dafür müssen die Flaschen in der Etikettiermaschine vor dem Etikettiervorgang entsprechend ausgerichtet werden.

## Gebinde
Bierflaschen kommen einzeln oder kastenweise in den Einzelhandel. Es gibt die (ehemals ausschließlich) üblichen Holzkästen mit 12 oder 20 Flaschen. In den 1980er Jahren kamen kleinere Gebinde mit drei Sechserträgern („Sixpacks“) von 0,5-Liter-Flaschen oder vier „Sixpacks“ von 0,33-Liter-Flasche in den Handel, mitunter Achtergebinde. Allgemein verbreitet sind 20er Kästen für 0,5-Liter-Flaschen und 24er oder 30er Kästen für 0,33-Liter-Flaschen. Daneben existieren noch zahlreiche Sonderformen mit unterschiedlichen Flaschenzahlen. Eine handelsübliche 0,5-Liter-Flasche wiegt 850 bis 900 g inklusive Kronkorken, Füllung und Etiketten.

## Flaschenformen
Anfangs besaßen die Flaschen einen zylindrischen Körper und einen verjüngten Hals, der im Bügelverschluss endete. Diese Form von Bierflaschen war der traditionellen Weinflasche nachgestaltet. Seit Beginn der 1960er-Jahre wurde diese Form durch die Steinieflaschen ergänzt, deren Form eine bessere Bruchsicherheit beim Fallen bedeutete. In Deutschland war seit 1966 bis Ende der 1980er-Jahre weitgehend die Euro-Flasche Standard für 0,5 Liter im Einsatz. Seit 1990 wurde aus Designgründen weitgehend auf die „NRW-Flasche in Vichyform“ nach DIN 6075 Packmittel - Flaschen umgestellt. Der Begriff „NRW-Flasche“ für diesen Flaschentyp entstand, da die Flaschen zuerst von Bierbrauereien in Nordrhein-Westfalen verwendet und abgefüllt wurden.
Ende der 1990er-Jahre und in den 2000er-Jahren wurden aufgrund der Markenpositionierung oft Langhalsflaschen eingeführt. Mit der neuen Flaschenform war eine Erneuerung der formatabhängigen Flaschenführungsteile an den Abfüllmaschinen verbunden und einige Brauereien behielten aus Kostengründen die alte NRW-Flasche im Sortiment, kleinere Brauereien die Euro-Flasche. Für verschiedene überregional agierende Brauereien wie Augustiner, Schlenkerla oder das Tegernseer Brauhaus wurde die beibehaltene traditionelle Euro-Flasche zum Charakteristikum mit nicht unbeträchtlichem Identifikationswert. Mitunter füllen manche Großbrauereien wie Erdinger aus Nostalgiegründen eine ihrer Biersorten in Euro-Flaschen ab oder haben, wie Hasen-Bräu Augsburg aus der Radeberger Gruppe oder Ayinger, ihr überwiegendes oder gesamtes Sortiment wieder auf diese Flasche umgestellt. Aus den gleichen Gründen führen eine Reihe mittelständischer Brauereien sie wieder ein. Außerdem bedingen die niedrigeren Euro-Kästen die korrekte Leergutbefüllung, da Fehlbefüllungen mit den anderen – höheren – 0,5-l-Mehrwegflaschen zu einem Verlust der Stapelbarkeit dieser Kastenform führt. NRW-Flaschen kommen mittlerweile aus Traditionsgründen und in Abgrenzung zu den Longneckflaschen wieder auf den Markt. Dadurch besteht Marktvielfalt in den Flaschenformen, die Ausrüstung der Abfüllanlagen bestimmt aus finanziellen Erwägungen die eingesetzten Formen.

Verschiedene Flaschenformen
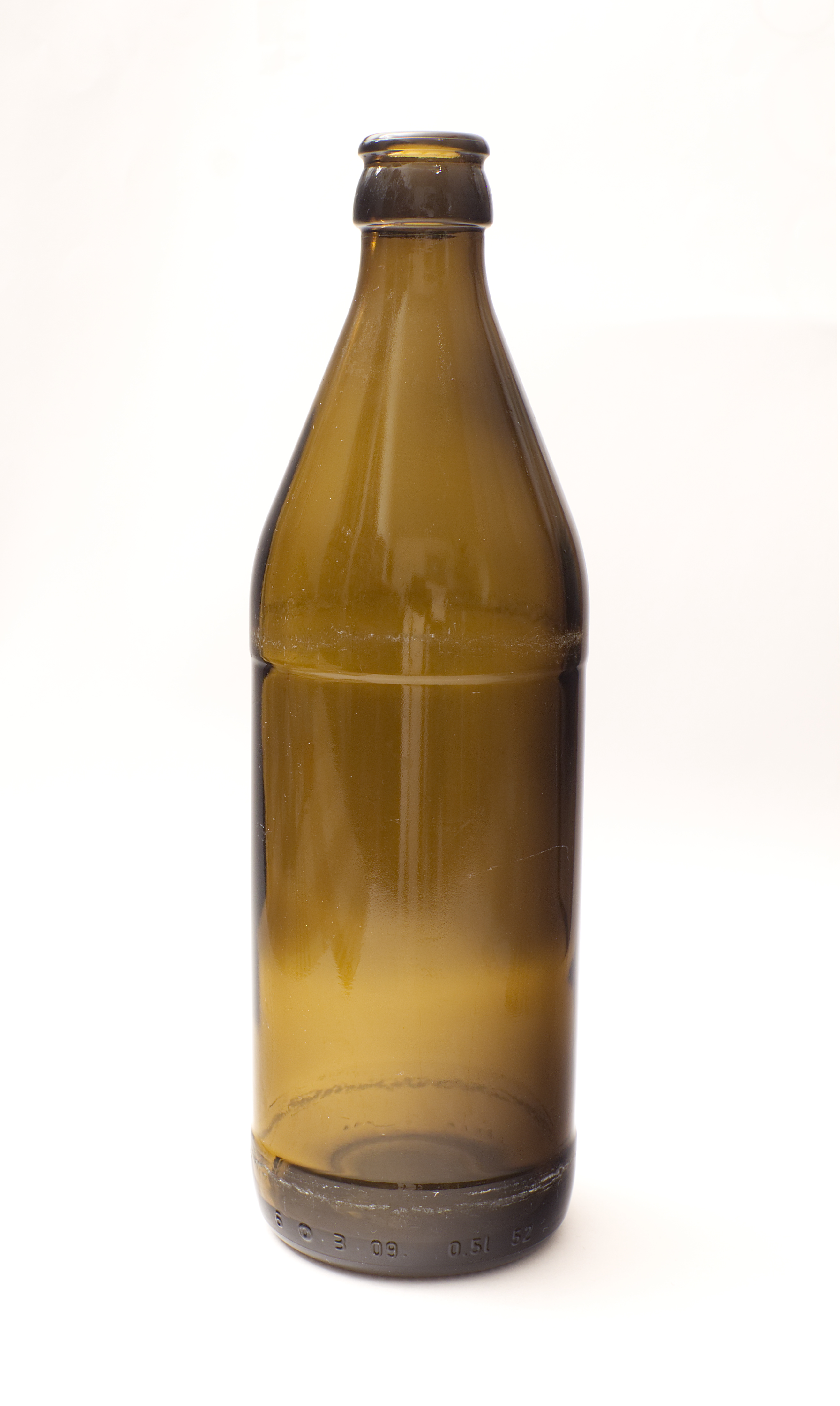
Euro-Flasche
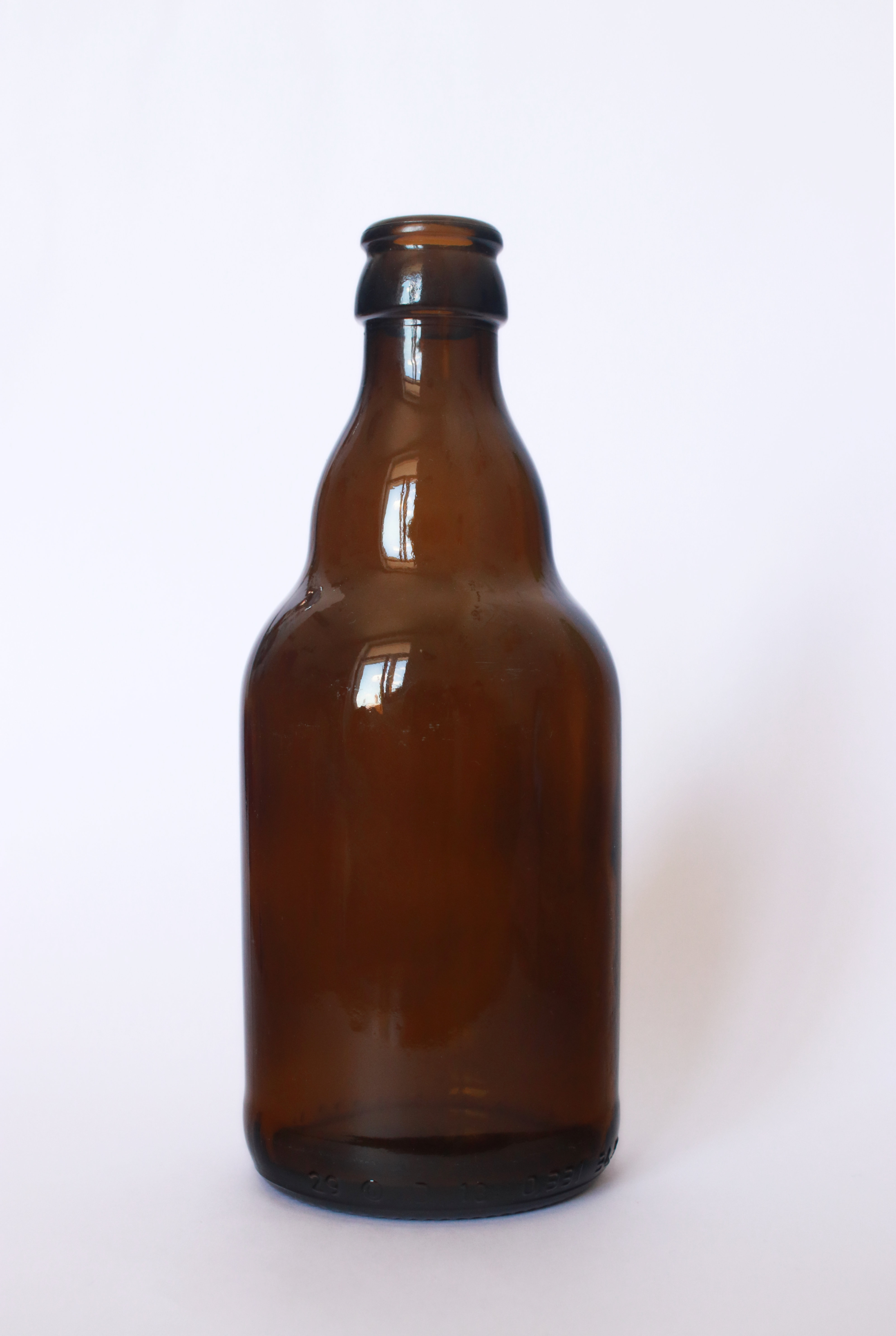
Steinieflasche
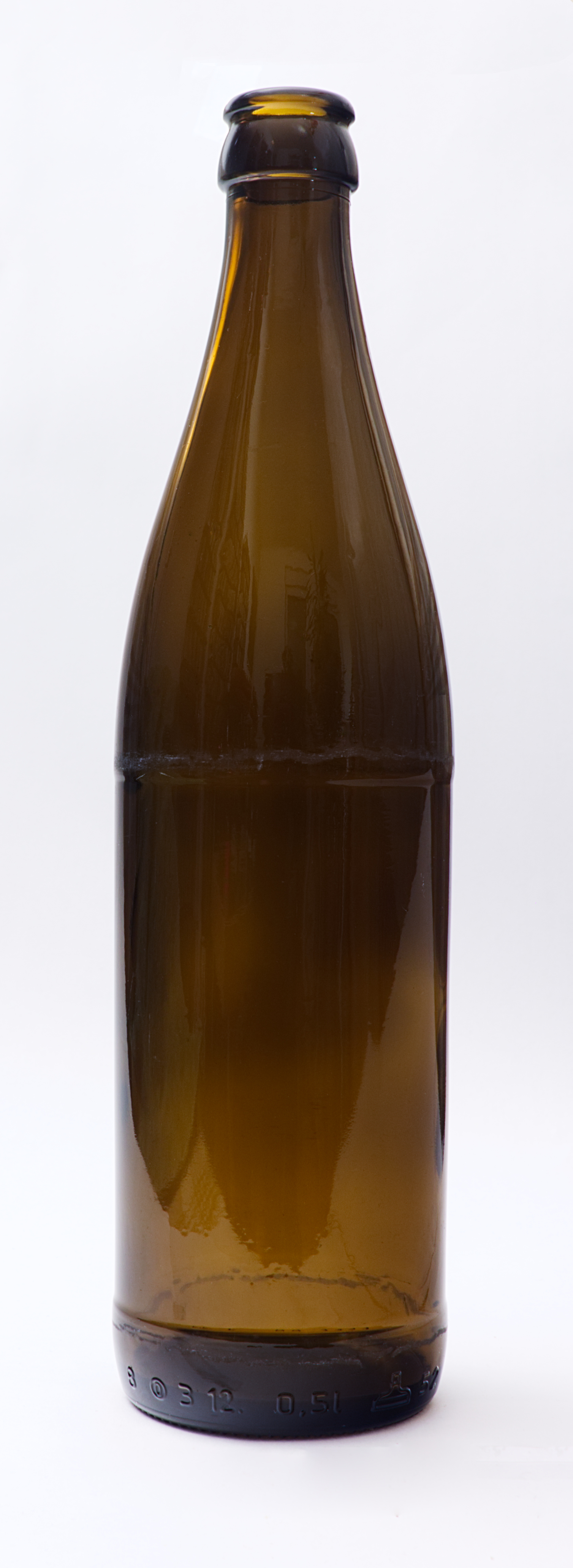
NRW-Flasche
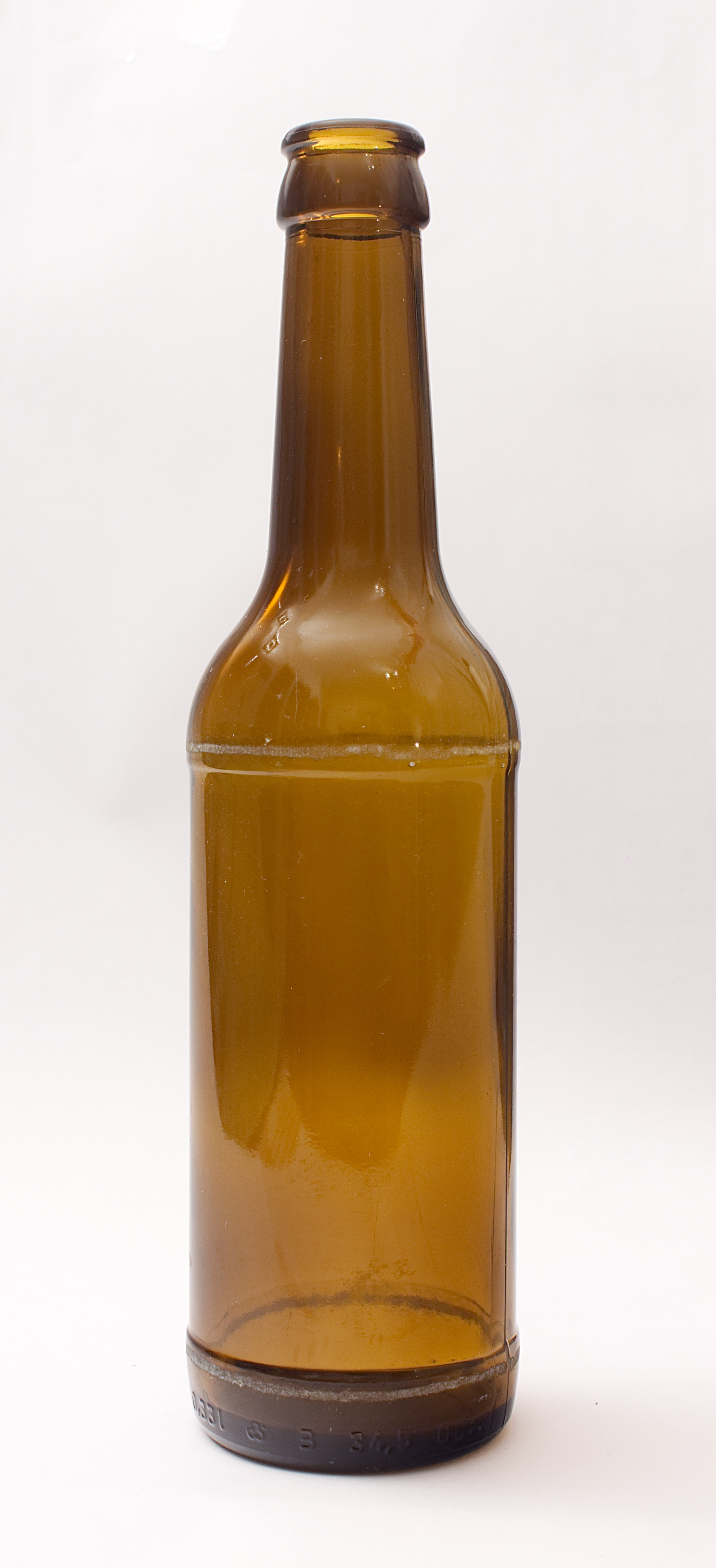
Longneck-/ Langhalsflasche
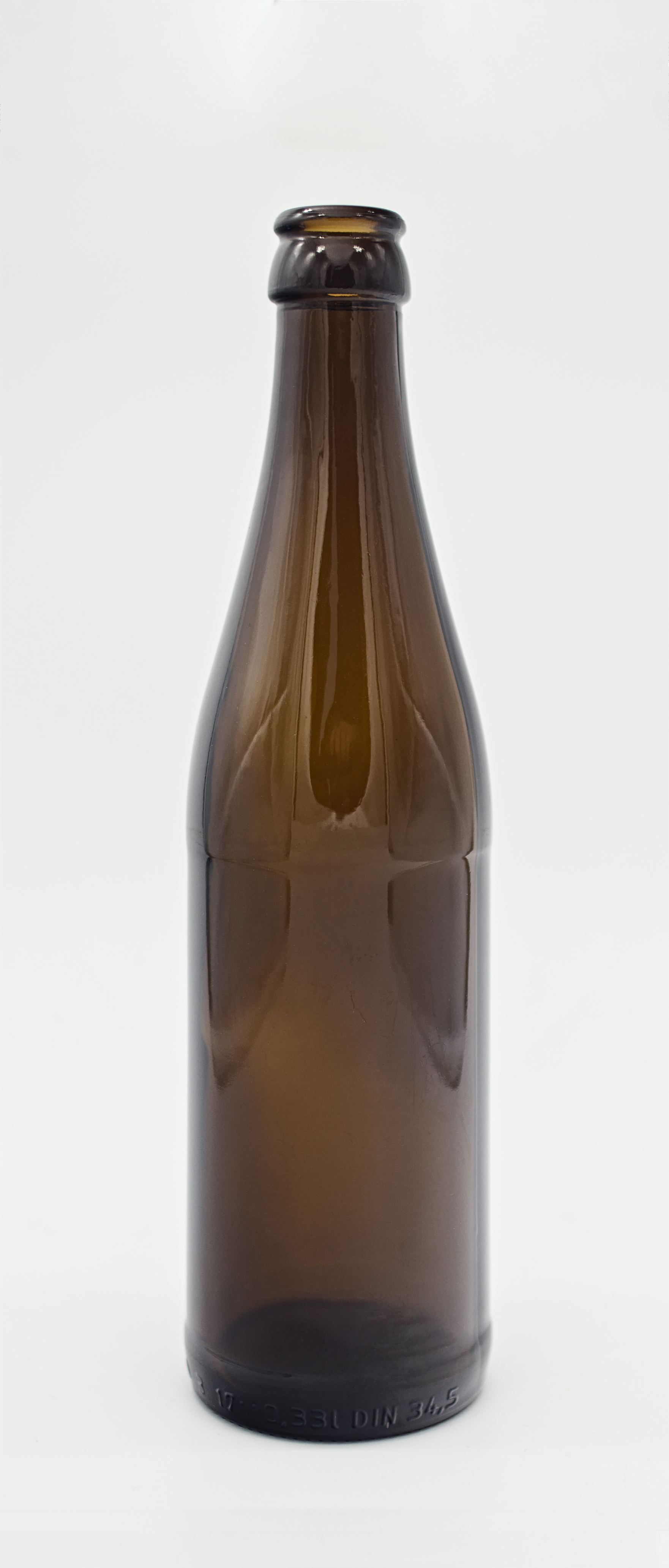
Vichyflasche (0,33 l NRW-Flasche)

## Farbe
Bier wird meist in eingefärbten Flaschen gehandelt, um den Lichtgeschmack durch die von Ultraviolettstrahlung beförderte Zersetzung der Hopfenbitterstoffe in 3-Methyl-2-buten-1-thiol zu vermeiden. Braunen Flaschen wird dabei eine messbar bessere Filterwirkung als grünen zugeschrieben, da das Braunglas insbesondere kurzwelliges Licht absorbiert. Bis in die 1970er Jahre waren beide Flaschenfarben gleichermaßen verbreitet; die Meinungsbildung unter Verbrauchern förderte die Ansicht, bei in Sonne gelagertem Bier ändere sich der Geschmack und werde durch braun, grün und transparent beeinflusst. Kann das Bier lichtgeschützt gelagert werden, so ist die Glasfarbe unbedeutend. Ungefärbte Bierflaschen werden nur sehr selten genutzt (so beispielsweise bei den 330-ml-Flaschen der Marken Reissdorf Kölsch und Corona). Durch Änderungen der Produktionsprozesse in der Glasindustrie kommen fast ausschließlich braune Bierflaschen in den Handel. Einige Marken wie Pilsner Urquell, Beck’s, Jever, Wicküler, Brinkhoff’s, Einbecker, DAB, Heineken oder Carlsberg nutzen die grüne Flaschenfarbe als zusätzliches Identitätsmerkmal.
Für Biermischgetränke werden neben grünen und braunen auch glasklare und blaue Flaschen eingesetzt. Dadurch soll die Flaschenfarbe als Alleinstellungsmerkmal des Bieres für die Marktstellung werbewirksam nutzbar gemacht werden.

## Flaschengrößen und nationale Unterschiede

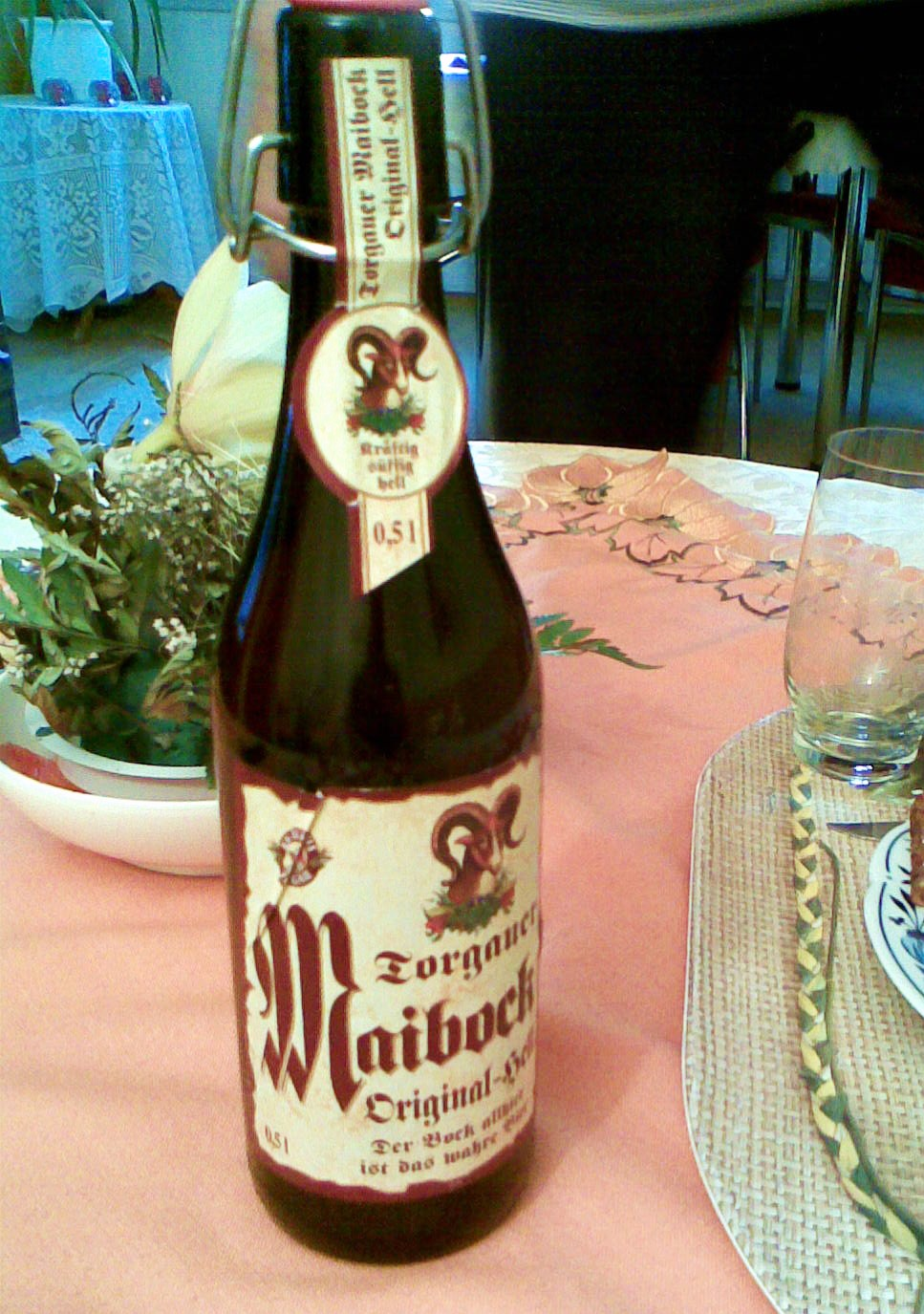
„Torgauer Maibock“ in einer 0,5-Liter-Bügelverschlussflasche

Die üblichen Flaschengrößen änderten sich im Laufe der Zeit mehrfach und sind in verschiedenen Ländern mittlerweile der Nutzung angepasst.
- Anfangs waren in Deutschland Literflaschen üblich, die wiederverschließbare Bügelverschlüsse hatten. Als sich die Kronkorken vermehrt durchsetzten, wurden diese Flaschen zunehmend durch Halbliterflaschen ersetzt. Seit den 1950er Jahren sind außerdem Flaschen mit 0,33 Liter gebräuchlich.
- In der Schweiz waren bis in die 1990er Jahre Pfandflaschen von 0,58 Liter üblich. Seither dominieren die europaweit einheitlichen Pfandflaschen mit 0,33 und 0,5 Liter. Regional sind jedoch immer noch Literflaschen gebräuchlich.
- In Österreich sind hauptsächlich Pfandflaschen von 0,5 Liter – meist die „NRW-Flasche“ – in Verwendung. Einige Sorten werden in Einwegflaschen mit Viertel- und Drittel-Liter-Inhalt angeboten.
- In Belgien sind Flaschengrößen von 0,25 Liter und 0,33 Liter üblich. Flaschen von 0,375 Liter werden identitätsstiftend für Lambics verwendet. Es gibt Flaschen bis zur Größe von drei Litern (Chimay).
- In Dänemark ist für einheimische Sorten eine Größe von 0,33 Liter Standard. Sie werden meist in Kisten mit 30 Flaschen (0,33 l × 30 = 9,9 l) verkauft. Es gibt Abweichungen, vorzugsweise Kästen mit 24 Flaschen à 0,33 Liter und zudem andere Flaschengrößen.
- In Frankreich sind Flaschen mit einer Größe von 0,25 Liter und 1 Liter üblich.
- In Brasilien sind neben den 0,5- und 1-Liter-Flaschen Flaschengrößen von 0,6 Liter gebräuchlich.
- In Italien sind 0,33- und 0,66-Liter-Flaschen gebräuchlich.
- In Litauen sind, je nach Brauerei, unterschiedliche Flaschengrößen üblich: Eine Vielzahl von Brauereien bietet Flaschen zu 0,5 Liter an, während bei einigen Brauereien die übliche Flaschengröße 0,568 Liter (1 Imp. pt.) beträgt. Zum Teil findet man 0,42 Liter (pusė kvortos) als Standardgröße; auch davon abweichende Größen sind zu finden.
- In Spanien und Portugal sind 0,25-, 0,33 und 1-Liter-Flaschen und vorzugsweise Dosen zu je 0,33 oder 0,5 Liter üblich.
- In Schweden gibt es keine standardisierte Flaschengröße, zumal einheimische Sorten keine echte Vorrangstellung vor internationalen Marken haben. Dies ist offenbar eine Folge des staatlichen Alkoholmonopols. (Systembolaget). In Schweden werden alle Sorten mit einem Alkoholgehalt von über 3,5 % in staatlichen Verkaufsstellen verkauft. Frei verkäufliches Bier gibt es fast ausschließlich in Pfanddosen.
- In Argentinien ist die Standardgröße im Supermarkt oder am Kiosk ein Liter. Die Standardgröße in der Kneipe ist 0,66 oder 0,75 Liter, gelegentlich 0,33 Liter.
- In vielen osteuropäischen Staaten sind Flaschen aus Plastik im Handel, die bis zu 2,5 Liter Bier enthalten. Diese Größe dient eher dem Transport als dem direkten Trinken.[10]
- In Südasien ist die Standardgröße 0,7 Liter.
- In Thailand ist die Standardgröße 0,62 Liter, Flaschen mit 0,33 Litern sind aber ebenfalls im Handel.
- In Australien dominieren die Größen 0,375 Liter und 0,8 Liter nach dem englischen Maßsystem.

## Haltbarkeit

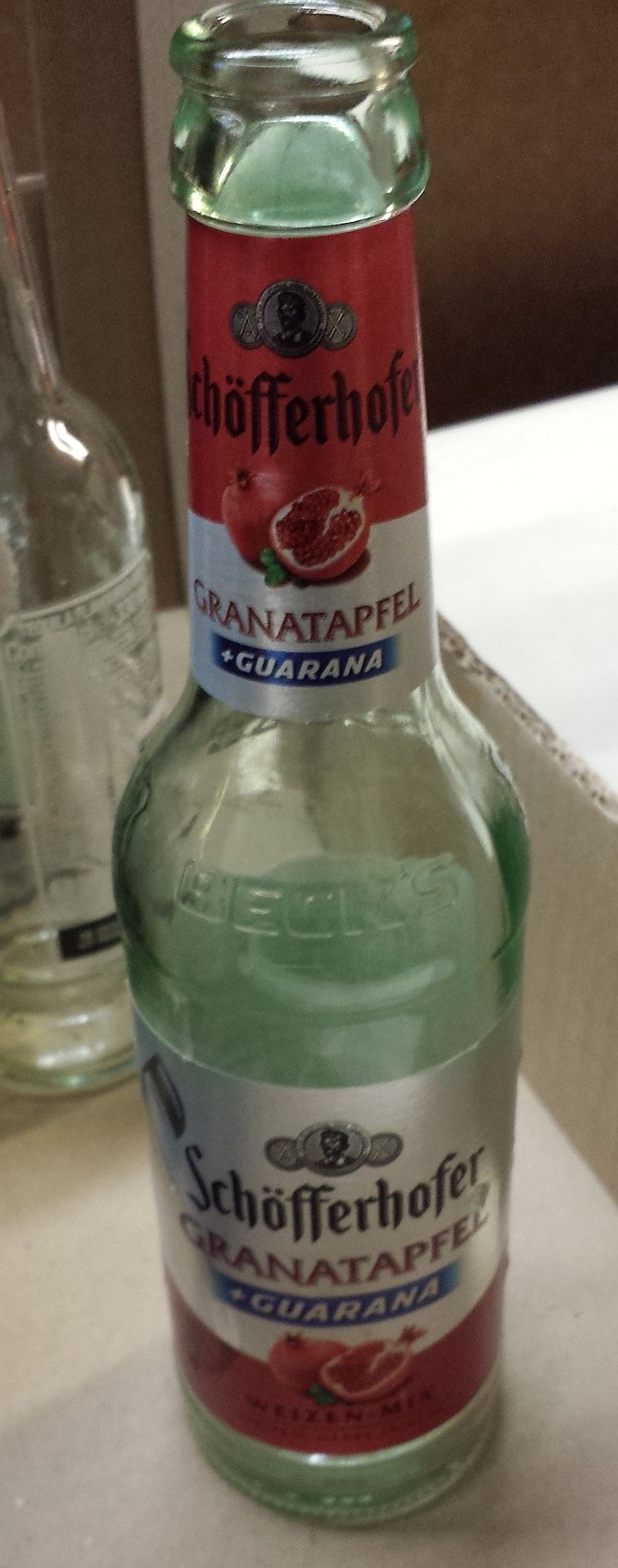
Embossing-Flasche der Brauerei Beck, fälschlich verwendet von der Binding-Brauerei für die Marke Schöfferhofer

Erfahrungsgemäß variiert die Stabilität einer Neuflasche und ihre Haltbarkeit im Lauf des Produktzyklus.

### Umlaufzahl
Mehrwegbierflaschen erreichen Umlaufzahlen von durchschnittlich 40, bei niedriger Transportentfernung mancher Brauereien sind bis zu 70 Umläufe möglich. Niedrigere Umlaufzahlen (20–38 im Schnitt nach Deloitte-Studie von 2014) werden mit individualisierten Flaschen durch Embossing des Brauereilogos auf der Flasche, höhere mit Standardflaschen erreicht. Nach dieser Studie liegen NRW-Flaschen im Schnitt bei 42 Umläufen. Die durchschnittliche Umlaufzahl wird durch die Rückführung von verschiedenen Flaschentypen im Leergut verringert, weil nicht jede Brauerei alle Flaschentypen verwendet. So sortieren manche Brauereien die sortimentsfremden Flaschentypen aus. Mit der Zunahme der Vielfalt der aktuell genutzten Bierflaschenformate werden Bierflaschen zunehmend von den Getränke-Fachgroßhändlern und den Brauereien selber aufwendig vor der Wieder-Abfüllung vorsortiert. So wird der Ausnutzungsgrad der Füllanlagen und die Umlaufhäufigkeit der Flaschen erhöht, wenn die aussortierten, unpassenden Flaschen an diese Flaschenformen verwendende Brauereien weitergeleitet werden.
Die Zahl der gleichzeitig im Umlauf befindlichen Mehrweg-Bierflaschen in Deutschland schätzt der Brauerbund auf 2 Milliarden Stück.

### Stabilitätskontrolle
Das angelieferte Leergut wird in der Brauerei maschinell zwischen der Reinigung und der Befüllung inspiziert (Empty Bottle Inspector, EBI, Leerflascheninspektor). Kriterien für das Aussortieren sind (a) Beschädigungen der Mündung, (b) nicht zu reinigende Verschmutzungen (beispielsweise sperrige Fremdkörper), (c) der Zerkratzungsgrad (Scuffing) durch Kratzer, Schleifspuren und sonstige Oberflächenfehler und (d) Risse oder Schäden im Flaschenkörper.
Flaschen können nach mehreren Umläufen durch Abnutzung nicht mehr ausreichend druck- und temperaturbeständig sein. Wenn sie nicht schon beim Reinigen (85 °C mit Lauge) zerspringen oder aufgrund der Beschädigungen am Leerflascheninspektor aussortiert werden, geschieht das meist beim Befüllen (bei über 4,0 bar).

### Druckbeständigkeit
Die Innendruckbeständigkeit einer gefüllten, mit Kronkorken verschlossenen Bierflasche bei etwa 18 °C (Raumtemperatur) liegt um zehn bis maximal 40 bar. Sie nimmt mit jedem Kratzer an und in der Flasche deutlich ab. Der Kronkorkenverschluss ist der gewollte Schwachpunkt. Er soll bei mehr als sechs bar Innendruck undicht werden und den Druck ablassen – abblasen in der Brauersprache. Dies ist eine Sicherheitsmaßnahme, um einem Platzen der Glasflasche beim Transport und im Handel vorzubeugen.
Flaschen werden so hergestellt, dass beim Platzen der Flasche durch inneren Druck oder Schläge vorzugsweise der Flaschenboden abgesprengt wird. Diese „Sollbruchstelle“ dient zur Erhöhung der Sicherheit, da so nur wenige, größere Glasstücke aus dem Flaschenboden bestehend entstehen. Beim unorganisierten Platzen der Flasche würde es die gesamte Flasche in viele kleine Splitter zerreißen. Die Flasche, die aufrechtstehend auf dem Flaschenboden steht, fixiert zudem durch ihr Eigengewicht die Bruchstücke des Flaschenbodens. Der Flascheninhalt läuft nach dem Absprengen des Flaschenbodens nur nach unten aus. Es werden so beim Platzen der Flasche keine kleinen Splitter oder Inhalt in der Umgebung verteilt.
Wird eine gefüllte und verschlossene Flasche dagegen äußerer Gewaltanwendung ausgesetzt, beispielsweise beim Aufprall auf eine harte Oberfläche, so versagen diese Sicherungsvorkehrungen. Durch die extreme punktuelle Belastung an der Flaschenoberfläche wird die Flasche vom Einwirkungspunkt der extremen Belastung aus zerplatzen.

### Flaschengeometrie
Die Form und Wanddicke der Bierflasche sowie die Form des Flaschenbodens (konkave Wölbung nach innen) haben Einfluss auf die Stabilität der Flasche, was vor allem beim Entwurf neuer Flaschentypen berücksichtigt wird.

### Kälte
Die Stabilität einer gefüllten, verschlossenen Bierflasche hängt vom Alkoholgehalt, dem CO2-Gehalt, dem Scuffing-Grad der Flasche, der Füllhöhe, der Kühlungsgeschwindigkeit und der Flaschengeometrie ab. Die Eisbildung und damit die Volumenzunahme des Wassers wird durch den gleichzeitig zunehmenden Druck in der Flasche verzögert und steigt bei weiterer Abkühlung an. Aus Sicherheitsgründen sollte eine normale, verschlossene Bierflasche nicht unter 2,2 °C gekühlt werden. Selbst wenn das Bier nicht gefriert, kann es zu einer dauerhaften Kältetrübung durch im Bier gelöste Proteine kommen, die nicht schädlich ist, das Bier aber unansehnlich macht.

### Hitze
Biere mit 5,4 g/l CO2 erreichen bei Normalbedingungen (20 °C) etwa einen Innendruck von 2,2 bar. Der Innendruck einer gefüllten Bierflasche erhöht sich mit steigender Temperatur durch die Temperaturabhängigkeit der Henry-Konstante und die damit verbundene geringere Löslichkeit von CO2 in wässriger Lösung. Biere mit höherem CO2-Gehalt haben von sich aus einen erhöhten Innendruck. Bei 50 °C erreicht eine gefüllte, verschlossene Bierflasche einen Innendruck von etwa 5 bis 6,5 bar, was die Gefahr des CO2-Verlustes durch das Abblasen des Kronkorkens birgt (Abblasverhalten: Kronkorken Typ A bei acht bis elf bar; Kronkorken Typ B bereits bei über fünf bar). Eine Gefahr des Platzens besteht nicht unmittelbar, kann jedoch nicht ausgeschlossen werden (Scuffing). Jede Bewegung einer derart heißen Flasche kann das vorgeschädigte Material überlasten und zum Platzen der Flasche führen.

## Ökologische Gesichtspunkte
Im Jahre 2010 wurden drei Fallstudien zum Vergleich der Ökobilanz verschiedener Getränkeverpackungen durchgeführt.
1. Bei regionalen Bieren sind Glas-Mehrweggebinde weiterhin das ökologisch günstigste System, unabhängig von unterschiedlichen methodischen Vorgehensweisen.
2. Bei überregional vertriebenen Bieren ändert sich das Ergebnis je nach angewandter Methode, mit der das im Recycling gewonnene Aluminium von Getränkedosen angerechnet wird. Bei einer Anrechnung von 50 %, wie das Umweltbundesamt annimmt, schneidet die Glas-Mehrwegflasche besser ab. Bei der für die Studie von der auftraggebenden Getränkeindustrie geforderten Anrechnung von 100 % gibt es keine klare Trennlinie.
3. Bei der Verwendung von individuellen Glas-Mehrwegflaschen bei gefloppten Trend- und Premiumbieren, also mit der Annahme von geringen Umlaufzahlen der Mehrwegflaschen ändern sich die Ergebnisse. Mit Transportentfernungen von über 400 km und dem geringen Umlauf können Getränkedosen ökologische Wirkungsprofile erreichen, die dann diesen Mehrwegflaschen entsprechen.[14]

## Sonstiges
Eine Münzmedaille von IMM Münz-Institut, Institut für Münz- und Medaillenkunst GmbH mit der Wiener Filmfigur Edmund Sackbauer als Motiv enthält ihn mitsamt einer Bierflasche sowie das Symbol einer Bierflasche mit Ehrenkranz.
In den 1970er Jahren gehörten Bierflaschen zur Ausstattung von Spielzeug-Sets mit Bauarbeitern der Marke Playmobil.
Im brandenburgischen Eichwalde zeigt das Archiv deutscher Bieretiketten einen Abriss über die Etikettierung von Bierflaschen mit mehr als 23.000 Exponaten.